# Trakehner
El Trakehner es una raza de caballo de montar para la cría equina. Según la Asociación Trakehner, es la raza de caballo de montar más antigua de Alemania. Los Trakehners son particularmente exitosos en los concursos completos. También se están volviendo cada vez más populares en la doma. La raza lleva el nombre del semental principal de Trakehnen cerca del pueblo de Trakehnen.
 

## Aspecto

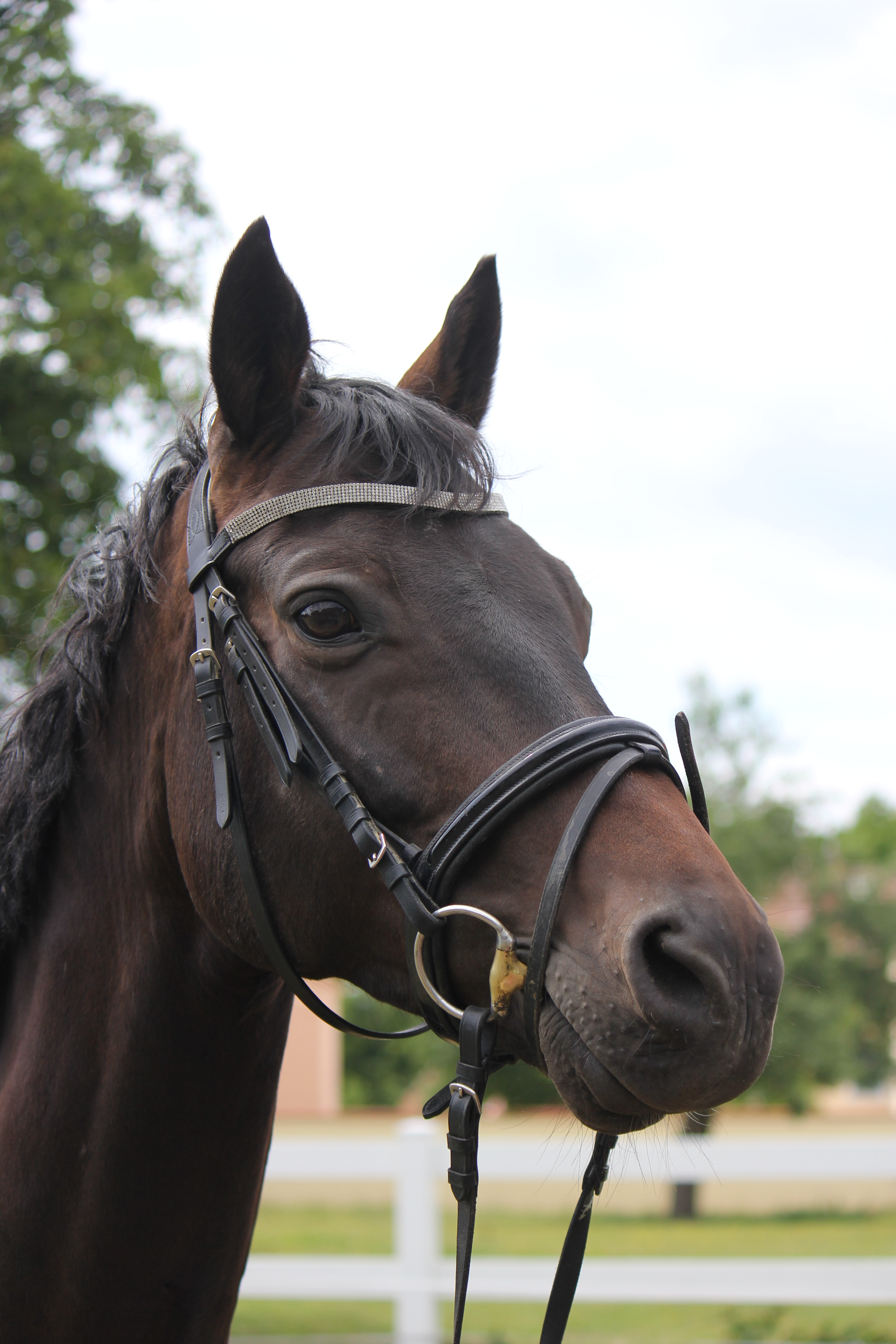
La cabeza de un Trakehner es noble porque se cría como sangre pura.

El Trakehner se considera una raza noble de sangre caliente, ya que se utiliza la crianza de sangre pura; Esto significa que, además de los Trakehners, solo se pueden cruzar los pura sangre ingleses (xx) y árabes (ox), Shagya Arabians y Anglo Arabians . Se acerca mucho al ideal del caballo de montar moderno (perfil recto o árabe, cuello largo y elegante,  hombros caídos, cruz pronunciada,  longitud media,  costillas redondeadas,  grupa larga, inclinada y bien musculada).

## Aptitud física
El Trakehner es adecuado para todo tipo de deportes ecuestres. Sus puntos fuertes son los concursos completos y la equitación de resistencia. En las últimas décadas, los Trakehners también se han criado específicamente por su idoneidad como caballos de doma.
En ninguna otra disciplina ecuestre puedes encontrar tantos Trakehners como en la competición completa. En salto y conducción puros hay menos establos de cría especializados. Las pruebas de manejo fueron parte de la prueba de rendimiento de la yegua hasta al menos el final de la Segunda Guerra Mundial, por lo que muchos Trakehners todavía están bien preparados para esto. Los trakehners rara vez se utilizan en la equitación occidental.
En términos de carácter, el Trakehner se considera proactivo, inteligente y orientado a las personas.